# Basquetebol do Sporting Clube de Portugal
O Sporting Clube de Portugal (basquetebol) é um clube português de basquetebol sediado em Lisboa. É uma das secções profissionais do clube ecléctico (multidesportivo) Sporting CP e representa uma das modalidades de alto rendimento praticadas no clube. É um grande clube com uma longa história no basquetebol de Portugal, com mais de 160.000 sócios registados que contribuem financeiramente para a manutenção da modalidade. As suas equipas, atletas e simpatizantes, de alviverde, são apelidados de sportinguistas e leões pelos seus fãs.

## História

### A fundação e as primeiras décadas
A modalidade foi introduzida no Sporting Clube de Portugal por Acácio Campos em 1927 e o Basquetebol leonino ganhou o primeiro Campeonato de Lisboa a ser organizado, logo no seu ano de estreia. 

No entanto, esse arranque brilhante não teve seguimento, e até aos anos 1940, o Sporting raramente conseguiu ter equipas capazes de competir por títulos, uma situação que foi agravada com o aparecimento do Andebol, uma modalidade que rapidamente adquiriu muita popularidade e sucesso, roubando vários jogadores ao Basquetebol. Para além disso, os sócios do Sporting não aderiram à modalidade, nem no apoio à equipa, nem como atletas e a secção durante alguns anos teve muitas dificuldades em conseguir os 20 jogadores necessários para formar as equipas das quatro categorias, chegando a perder jogos por falta de comparência. Assim, até meados da década de 40 do século XX, o Basquetebol do Sporting oscilou frequentemente entre o perigo e a realidade de descer à 2ª divisão regional.

A partir de 1945/46 a secção conheceu um novo impulso, com a contratação de um técnico pago, e uma nova direcção, inicialmente liderada por César Pedrosa Vitorino e depois por Rodolfo da Costa Dias. 

Em 1947/48 o clube finalmente construiu instalações próprias para a modalidade e logo no ano seguinte esse esforço foi recompensado com o título de Campeão da 2ª Divisão Nacional.

Entre 1937 e 1938 o Sporting teve uma equipa feminina.

### O primeiro período áureo
Em 1948/49 o professor Mário Lemos tornou-se treinador, mudando profundamente a secção. Introduziu métodos modernos de treino, e apostou fortemente na formação.

Depois de sucessos como o regresso à primeira divisão nacional, foi em 1953/54 que o Sporting conquistou o seu primeiro título nacional. Este período correspondeu a uma revolução no basquetebol nacional: longe estavam os tempos do primeiro Campeonato de Lisboa, com uma final ganha por 8-3, e em 1955/56 o Sporting, pela primeira vez, ganhou jogos marcando mais de 100 pontos.

Este foi o primeiro período de ouro do basquetebol leonino, com uma equipa considerada como a melhor de sempre até então em Portugal, onde pontificavam Fernando Gomes Vaz, José Almeida, Armando Garranha, Fonte Santa, António Feu, Abílio Ascenso, Hermínio Barreto e Zé Mário. 

Em sete épocas, de 1953/54 a 1959/60, o Sporting ganhou três Campeonatos Nacionais, uma Taça de Portugal, e quatro Campeonatos de Lisboa.

### Um período de transição e renovação
Os métodos e conhecimentos de Mário Lemos não ficaram inovadores para sempre, e outros clubes começaram a progredir, ultrapassando o Sporting. Finalmente, em 1962 chegou o técnico brasileiro Guilherme Bernardes, com conhecimentos sobre a modalidade mais avançados que os existentes em Portugal. Com a geração anterior de jogadores a chegar ao seu fim, Bernardes apostou decisivamente na formação, tal como Mário Lemos o tinha feito 15 anos antes. Pela primeira vez formaram-se equipas de infantis, chegando depois ao Minibasquete. O sucesso tardou a chegar, e ocorreu inicialmente precisamente nas camadas jovens. Seguiram-se diversos títulos regionais seniores, e finalmente em 1968/69 o Campeonato Nacional, quase 10 anos depois do título anterior. Com jogadores como Hermínio Barreto, Carlos Hilário e Zé Mário a passarem o testemunho a uma nova geração de jogadores como José Valente, Ernesto Ferreira da Silva, Edgar Vital, António Encarnação, António Guimarães e António Pratas estavam lançadas as sementes do sucesso.

Entre 1955 e 1956 e de novo em 1964/65 o Sporting teve uma equipa feminina.

### O segundo período áureo
O segundo período áureo do basquetebol leonino começou em 1974, com a chegada de um grupo extraordinário de jogadores vindos de Moçambique no pós-25 de Abril, muitos deles do Sporting Clube de Lourenço Marques. Nessa época chegaram Rui Pinheiro, Mário Albuquerque e Tomané, e o Sporting conquistou a sua segunda Taça de Portugal. Nos anos seguintes e até 1982, destacaram-se nomes como Carlos Sousa, Nélson Serra, Carlos Lisboa, os irmãos Adriano Baganha e Augusto Baganha, jogadores estrangeiros como o internacional brasileiro Israel e os norte-americanos Mike Faulkner, John Fultz e Mike Carter. Neste período de ouro do basquetebol leonino, comandado por treinadores como Mário Albuquerque, Arthur Duran, e Adriano Baganha o Sporting ganhou quatro Campeonatos Nacionais e quatro Taças de Portugal.

Entre 1967 e 1974 o Sporting teve uma equipa feminina.

### Crise e renascimento
A conturbada crise financeira que o Sporting viveu nos anos oitenta destruiu essa equipa. Em Novembro de 1982, a Direção suspendeu a atividade da secção. Em 1984 a atividade foi retomada, com Edgar Vital à frente da secção. A equipa sénior teve que recomeçar na 3ª Divisão, que venceu. No ano seguinte o Sporting foi campeão da 2ª divisão, ascendendo assim em dois anos ao escalão principal. Aí, sem argumentos financeiros para voltar à hegemonia anterior, o Sporting não voltou a ser campeão e raramente esteve nos lugares cimeiros, chegando a voltar à 2ª Divisão uma época. O Sporting assumiu a sua vocação de formador de jogadores, lançando muitos jovens talentosos no basquetebol nacional, e ganhando bastantes títulos regionais em diversos escalões.

### Crise e extinção
No arranque do Projeto Roquete em 1995, uma das primeiras medidas de saneamento financeiro da Direção presidida por Santana Lopes foi acabar com diversas modalidades de alta competição. Foi realizado um referendo entre os sócios para escolher entre o Basquetebol e o Andebol, e foi o Andebol a modalidade que ganhou. A secção foi assim extinta pela segunda vez.

### Renascimento
Em Março de 2012 foi anunciado que a Secção de Basquetebol iria regressar ao Sporting na época 2012/13, tendo o anúncio oficial sido feito a 14 de Abril de 2012. Com uma gestão independente através da Associação de Basquetebol do SCP, a Secção tinha por objectivo ser auto-sustentada. O responsável pelo projecto foi de novo Edgar Vital, juntamente com Carlos Sousa e Jaime Brito da Torre, juntando-se-lhes então Juvenal Carvalho. Numa primeira fase a reformada secção arrancou com escalões de formação e com uma equipa sénior feminina.

Em 2014 a secção foi remodelada, com Pedro Antunes (que tinha sido director da secção entre 1988 e 1990) a assumir a direcção. Em Junho de 2016 o Sporting Clube de Portugal anunciou que a modalidade regressava ao seio do Clube, mas apenas com escalões de formação do Minibasquetebol até aos Sub 16, ou seja sem a equipa sénior feminina, com um projeto sustentado de crescimento até atingir os Seniores. António Feu, um histórico do Basquetebol do Sporting, foi o director escolhido para liderar a secção finalmente refeita como modalidade oficial, 21 anos depois da sua extinção no Clube.

Em Outubro de 2018 foi anunciada a intenção de ter uma equipa sénior masculina na Liga a partir de 2019/20, 23 anos depois da extinção. A 7 de novembro de 2018, uma reunião da Liga confirmou a aceitação por parte dos restantes clubes da presença do Sporting na principal liga da modalidade em Portugal, a Liga Portuguesa de Basquetebol (LPB).

A 18 de dezembro de 2018 foi anunciado o treinador do Sporting nesta nova fase do basquetebol leonino, o português Luís Magalhães. A 25 de junho de 2019, foi anunciado o primeiro jogador desta nova equipa, o norte-americano Travante Williams.

## Infraestruturas Desportivas

### Pavilhão João Rocha

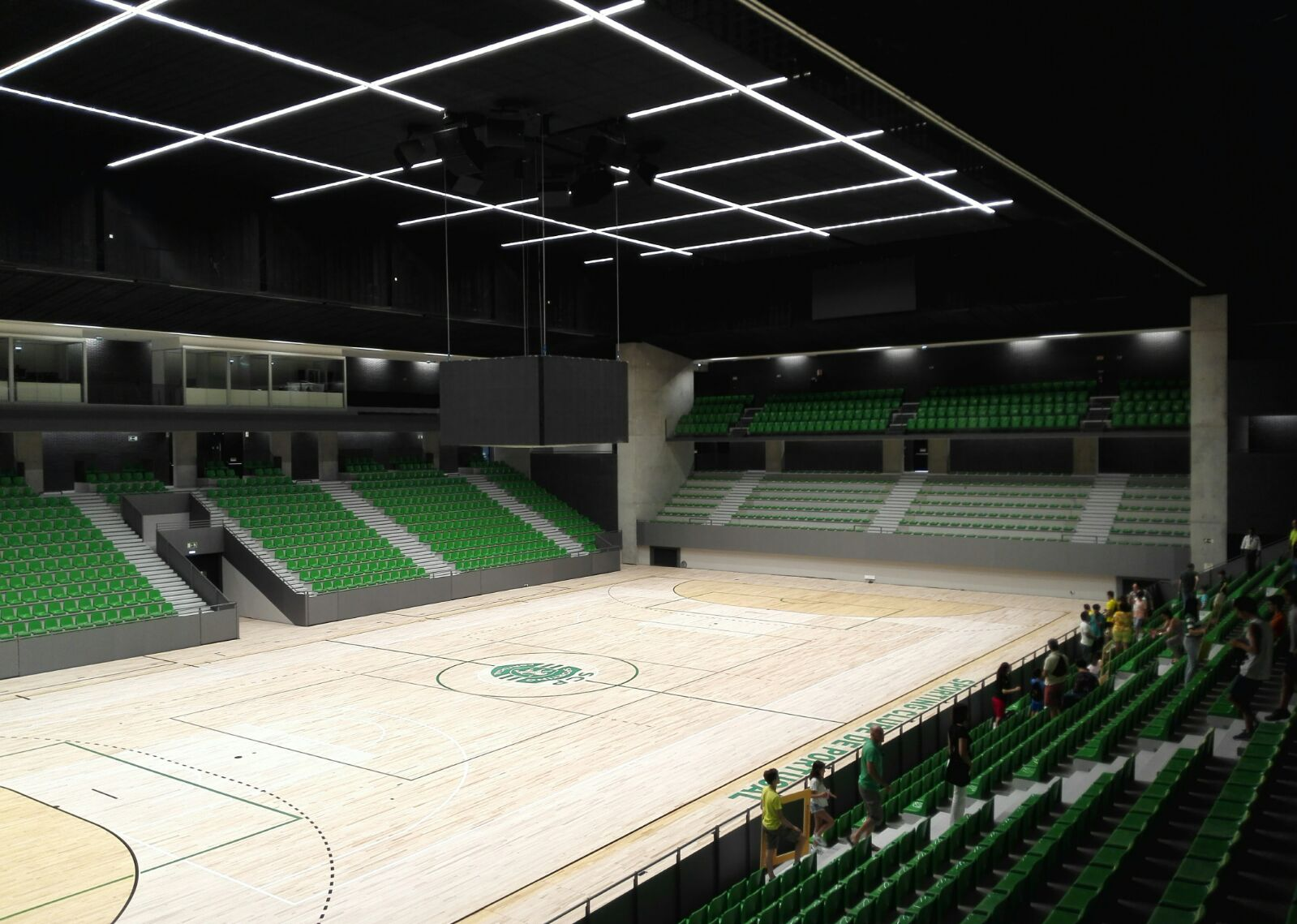
Interior do Pavilhão João Rocha.

O Pavilhão João Rocha é a casa das modalidades de alto rendimento do Sporting Clube de Portugal. Situado em Lisboa, junto ao Estádio José Alvalade, tem capacidade para 3001 pessoas. É também ele o maior pavilhão de clubes em Portugal.

## Plantel
Atualizado a 21 de agosto de 2020.

### Jogadores
| Bases | Bases          | Bases           |
| Nº    | Nac.           | Nome            |
| ----- | -------------- | --------------- |
| 1     | Portugal       | Francisco Amiel |
| 5     | Estados Unidos | Shakir Smith    |
| 9     | Portugal       | Diogo Ventura   |
| 21    | Portugal       | Pedro Catarino  |

| Extremos | Extremos       | Extremos          |
| Nº       | Nac.           | Nome              |
| -------- | -------------- | ----------------- |
| 0        | Estados Unidos | Travante Williams |
| 3        | Portugal       | Jorge Embaló      |
| 20       | Portugal       | Diogo Araújo      |
| 24       | Estados Unidos | Jalen Henry       |
| 34       | Estados Unidos | James Ellisor     |

| Postes | Postes         | Postes           |
| Nº     | Nac.           | Nome             |
| ------ | -------------- | ---------------- |
| 2      | Estados Unidos | John Fields      |
| 7      | Portugal       | Cândido Sá       |
| 8      | Moçambique     | Jeremias Manjate |
| 13     | Angola         | João Fernandes   |
| 17     | Portugal       | Cláudio Fonseca  |

### Equipa técnica
| Nac.     | Nome              | Cargo             |
| -------- | ----------------- | ----------------- |
| Portugal | Luís Magalhães    | Treinador         |
| Portugal | António Paulo     | Treinador adjunto |
| Brasil   | Flávio Nascimento | Treinador adjunto |

## Palmarés

### Seniores - Masculino
| Nacionais | Nacionais                                  | Nacionais | Nacionais |
|           | Competição                                 | Títulos   | Temporadas |
| --------- | ------------------------------------------ | --------- | --- |
|           | Campeonato Nacional                        | 9         | 1953-54 • 1955-56 • 1959-60 • 1968-69 • 1975-76 • 1977-78 • 1980-81 • 1981-82 • 2020-21                                                   |
|           | Taça de Portugal                           | 8         | 1954-55 • 1974-75 • 1975-76 • 1977-78 • 1979-80 • 2019-20 • 2020-21 • 2021-22                                                             |
|           | Supertaça                                  | 2         | 2021, 2022 |
|           | Taça Hugo dos Santos                       | 2         | 2021-22 • 2022-23 |
|           | Campeonato Metropolitano                   | 2         | 1968-69 • 1970-71 |
|           | Campeonato Nacional - 2ª Divisão           | 2         | 1948-49 • 1985-86 |
|           | Campeonato Nacional - 3ª Divisão           | 1         | 1984-85 |
| Regionais |                                            |           | |
|           | Competição                                 | Títulos   | Temporadas |
|           | Campeonato Regional de Lisboa              | 14        | 1927-28 • 1955-56 • 1956-57 • 1957-58 • 1958-59 • 1961-62 • 1965-66 • 1966-67 • 1968-69 • 1969-70 • 1971-72 • 1975-76 • 1976-77 • 1979-80 |
|           | Taça de Honra da ABL                       | 1         | 1987-88 |
|           | Campeonato Regional de Lisboa - 2º escalão | 1         | 1945-46 |

### Seniores - Feminino
| Nacionais | Nacionais                        | Nacionais | Nacionais                                   |
|           | Competição                       | Títulos   | Temporadas                                  |
| --------- | -------------------------------- | --------- | ------------------------------------------- |
|           | Campeonato Nacional - 2º escalão | 2         | 1969-70 (2ª divisão) • 2014-15 (1ª divisão) |

## Modalidades do Sporting Clube de Portugal
| Modalidades do Sporting Clube de Portugal | Modalidades do Sporting Clube de Portugal | Modalidades do Sporting Clube de Portugal | Modalidades do Sporting Clube de Portugal | Modalidades do Sporting Clube de Portugal | Modalidades do Sporting Clube de Portugal |
| Atualmente Praticadas                     | Atualmente Praticadas                     | Atualmente Praticadas                     | Atualmente Praticadas                     | Atualmente Praticadas                     | Atualmente Praticadas                     |
| ----------------------------------------- | ----------------------------------------- | ----------------------------------------- | ----------------------------------------- | ----------------------------------------- | ----------------------------------------- |
| Aikido                                    | Andebol                                   | Atletismo                                 | Automobilismo                             | Basquetebol                               | Bilhar                                    |
| Boxe                                      | Canoagem                                  | Capoeira                                  | Ciclismo                                  | Desporto Adaptado                         | Dressage                                  |
| Esports                                   | Futebol                                   | Futebol Feminino                          | Futebol de Praia                          | Futsal                                    | Ginástica                                 |
| Golfe                                     | Hóquei em Patins                          | Horseball                                 | Surf                                      | Judo                                      | Karaté                                    |
| Kickboxing                                | Krav maga                                 | Natação                                   | Padel                                     | Paintball                                 | Pesca Desportiva                          |
| Polo Aquático                             | Remo                                      | Rugby                                     | Taekwondo                                 | Ténis                                     | Ténis de Mesa                             |
| Tiro à Bala                               | Tiro com Arco                             | Triatlo                                   | Voleibol                                  | Xadrez                                    |                                           |